# Интерлеукин 3
Интерлеукин 3 (ИЛ-3) је интерлеукин кога секретују Т лимфоцити и делује на матичне стем ћелије коштане сржи. Изазива пролиферацију (размножавање) матичних ћелија, као и њихову диференцијацију у више типова крвних ћелија. Зове се још и фактор раста мултипних колонија (лоза) (енгл. Multi-colony stimulating factor (multi-CSF)), јер убрзава стварање ћелија лимфоцитне лозе (лимфоцити), мијелоидне лозе: гранулоцита, моноцита (преко гранулоцито-моноцитних претходника), мастоцита и тромбоцита, као неких ћелија хематопоетске лозе (лоза еритроцита).
Ген за интерлеукин 3 се налази на хромозому 5.